# Локни (кратер)
Локни (англ. Lockne Crater) — ударный кратер на Земле, расположен примерно в 21 км (13 миль) к югу от города Эстерсунд на севере Швеции. Было высказано предположение, что это парный кратер меньшего близлежащего кратера Молинген, находящегося на расстоянии 16 км (9,9 миль). Компьютерное моделирование показывает, что астероид, образовавший кратер Локни, имел диаметр около 600 метров (2000 футов), а диаметр астероида, образовавшего кратер Молинген, составлял около 250 метров (820 футов).
Его диаметр составляет 7,5 км (4,7 мили), а возраст, по оценкам микроокаменелостей хитинозоев, составляет 458 миллионов лет (поздний Ордовикский период). Кратер находится на поверхности суши. Но окаменелости, типичные для мелководной морской среды, показывают, что во время удара здесь, скорее всего, было море.

## В кино и играх
Death Stranding
В компьютерной игре Death Stranding есть персонаж по имени Локни. Девушка рассказывает, что их с сестрой назвали в честь кратеров Локни и Молинген.